# Plectosphaera kobresiae
Plectosphaera kobresiae är en svampart som beskrevs av Wehm. 1963. Plectosphaera kobresiae ingår i släktet Plectosphaera och familjen Phyllachoraceae.   Inga underarter finns listade i Catalogue of Life.